# ジョー・ルーツ
ロリン・ジョセフ・ルーツ（Rollin Joseph Lutz, 1925年2月18日 - 2008年10月20日）は、アメリカ合衆国アイオワ州ケオクク郡出身のプロ野球選手（内野手）・コーチ・監督。

## 来歴・人物
高校在学中の1941年にセントルイス・ブラウンズと契約するが、高校卒業後は海兵隊に入隊し南太平洋戦線に従軍する。
帰還後の1946年にアマチュアFAとしてブラウンズと再契約するが、メジャーリーガーとしては1951年にブラウンズで14試合に出場したのみで終わった。
引退後はアイオワに戻り、アーガイルとダベンポートで高校野球、サッカー、バスケットボールを指導し、そこでダベンポートの高校野球を州選手権に導き、パーソンズ大学でアスレチックコーチを務めた。
1968年から1969年まで南イリノイ大学ヘッドコーチを務め、1年目にチームをカレッジワールドシリーズに導く。この手腕が評価され、同年のナショナルコーチ・オブ・ザ・イヤーに選出される。
2年目もカレッジワールドシリーズに導いたほか、女性のバットガール、ファンのための景品コンテスト、マウンドに着陸するスカイダイバーなどのアイディアも発揮した。
その後は「コーチおよび選手のためのトレーニング教書」などの著書があるほか、新聞、雑誌のスポーツ評論家でもあり、クリーブランド・インディアンスのマイナーリーグチームコーディネーターを経て、1972年には打撃コーチに昇格し、1973年退任。
1972年にアリゾナでキャンプを張った広島東洋カープをコーチとして指導したことがきっかけとなり、退任後はフロリダ州サラソータの大学で体育講師を務めていたが、1974年に一軍打撃コーチとして訪日。1年目は指導を開始して1ヶ月頃にメジャーでの経験から日本式キャンプに「合理性を欠く」と疑問を呈したほか、「キャンプは主力選手の調整の場」を徹底する。初日から実戦練習を行ったほか、故障者、若手など戦力にならぬ選手の振り分けを徹底し、「日本のコーチは教えすぎ」と苦言も呈した。
1975年、ルーツは低迷にあえいでいたチームの再建を託され、日本球界初のメジャーリーグ出身監督として広島の監督に就任する。

### 広島監督時代
ルーツは、「集団は確固たる指導方針を持った強烈なリーダーによって変わる」ということを身を持って示し「球界の革命児」と呼ばれた。前年まで3年連続最下位だったチームの帽子の色を、それまでの紺色から燃える闘志を表す赤色に変えた。広島の代名詞でもある「赤ヘル」の生みの親である。なお、当初はアンダーシャツやストッキングやユニフォームのロゴも赤に変更する予定であったが、予算の関係で見送られそれが実現するのは1977年からとなった。全力を出し切ったハッスルプレーを求め、消極的なプレーには容赦しなかった。一方で、選手を集めた最初のミーティングでルーツは、「君達一人一人の選手には、勝つことによって広島という地域社会を活性化させる社会的使命がある」と力説し、その大局的な考え方は阿南準郎、木下強三、龍憲一、藤井弘といった各コーチや山本一義ら選手達に大きな影響を与えた。
チーム編成においても、ルーツは一塁手だった衣笠祥雄を三塁手へコンバートした他、センターライン重要説を唱え日本ハムから「闘将」こと大下剛史を獲得し、二塁手として主将を任せ精神的な支柱とした。主力投手の大型トレードも断行し、計17人の選手を放出、計10人の選手を獲得した。大きな遺産として、メジャーでは一般的だったスイッチヒッター転向を高橋慶彦に指令した。他に投手ローテーションの確立、スポーツドリンクのベンチ常備、進塁打のプラス査定は、ルーツが最初に導入したともいわれる。一軍は移動がグリーン車になり、選手本人の荷物持ち運びが廃止され、待遇が大幅に改善された。
オフシーズンでのチーム改革の手腕からシーズンでの戦いぶりが大いに注目されたが、日米の野球の違いなどで審判と事あるごとに衝突した。佐伯和司が登板していた1975年4月27日の対阪神戦で、ルーツは掛布雅之への投球をボールと判定されたことに激昂し審判に暴行、退場を命じられたがそれも拒否した。審判団の要請を受けた球団代表の重松良典が説得し、その場は引き下がったがその日のダブルヘッダー第2試合を前に選手を集め、「今後広島の指揮は執らない」と言い残して球場を後にした。
その後、球団がルーツの慰留に努めたが、「契約でグラウンドでは全権を与えるとされていたのにもかかわらず、球団代表がグラウンドに出て来て説得を行ったのは権限侵害」と主張した。結局、翻意させることはできず、ルーツはわずか15試合のみの指揮で監督を辞任した。監督通算成績は6勝8敗1引分、勝率.429だった。

### 監督辞任後
ルーツが指揮権を放棄した4月27日ダブルヘッダー第2試合から野崎泰一が監督代理を4試合務めた後、5月3日に古葉竹識がコーチから監督に昇格し、同年、チームは大下や衣笠、山本浩二、水谷実雄、三村敏之、ゲイル・ホプキンス、外木場義郎、池谷公二郎、金城基泰、佐伯らの大活躍で、球団創設25年目にして悲願の初優勝を達成した。優勝を決めた日、すでに帰国していたルーツは国際電話をかけ、教え子たちの優勝を祝福したという。直後、ルーツは日本を再び訪れ、優勝した広島ナインをねぎらった。なお、この訪日は退団会見で語った「秋に優勝したら祝福に駆けつけるよ」というナインとの約束でもあった。ルーツは志半ばで日本を去ったものの、その後、チームは1986年までに5度のリーグ優勝、3度の日本一など黄金時代を迎えた。
晩年、ルーツは少年野球の指導に携わるなどしていたが、脳卒中と糖尿病を発症させてその闘病生活が続いていた。
2008年10月20日、ルーツは死去した。満83歳没。奇しくも、広島が本拠地として広島市民球場を使う最後の年に亡くなった。

## 詳細情報

### 年度別打撃成績
| 年 度     | 球 団     | 試 合 | 打 席 | 打 数 | 得 点 | 安 打 | 二 塁 打 | 三 塁 打 | 本 塁 打 | 塁 打 | 打 点 | 盗 塁 | 盗 塁 死 | 犠 打 | 犠 飛 | 四 球 | 敬 遠 | 死 球 | 三 振 | 併 殺 打 | 打 率 | 出 塁 率 | 長 打 率 | O P S |
| --------- | --------- | ----- | ----- | ----- | ----- | ----- | -------- | -------- | -------- | ----- | ----- | ----- | -------- | ----- | ----- | ----- | ----- | ----- | ----- | -------- | ----- | -------- | -------- | ----- |
| 1951      | SLB       | 14    | 42    | 36    | 7     | 6     | 0        | 1        | 0        | 8     | 2     | 0     | 0        | 0     | --    | 6     | --    | 0     | 9     | 0        | .167  | .286     | .222     | .508  |
| 通算：1年 | 通算：1年 | 14    | 42    | 36    | 7     | 6     | 0        | 1        | 0        | 8     | 2     | 0     | 0        | 0     | --    | 6     | --    | 0     | 9     | 0        | .167  | .286     | .222     | .508  |

### 年度別監督成績
| 1975      | 広島      | -         | 15 | 6 | 8 | 1 | .429 | 50歳                 |                      |                      |                      |                      |
| 通算：1年 | 通算：1年 | 通算：1年 | 15 | 6 | 8 | 1 | .429 | A・Bクラスの記録無し | A・Bクラスの記録無し | A・Bクラスの記録無し | A・Bクラスの記録無し | A・Bクラスの記録無し |

成績は1975年の監督辞任時点でのもの。

### 背番号
- 18 （1951年）
- 3 （1972年 - 1973年）
- 64 （1974年）
- 70 （1975年）